# 拉里·德哈達
拉里·路法米亞·德哈達（英語：Raly Lofamia Tejada，1971年2月1日—2024年8月20日），菲律賓外交官及律師，曾擔任菲律賓駐香港總領事。德哈達在1996年從菲律賓大學迪里曼分校法學院畢業後，進入菲律賓外交部工作，並多次外派至不同國家，包括香港、加拿大和马来西亚等。他在2019年回到香港擔任總領事，時值反對逃犯條例修訂草案運動高峰期及2019冠狀病毒病香港疫情。他為在港菲籍家庭傭工發聲，並積極爭取他們的權益，也對香港媒體針對菲律宾人的創作作出批評，以捍衛其族群的尊嚴。德哈達於2023年12月卸任駐港總領事，並於2024年1月升任菲律賓外交部助理外交部長。然而，他於2024年8月20日因腹主動脈瘤去世，享年53歲。他的葬禮在奎松市進行，並引發全球的悼念。

## 早年生活
德哈達在1971年2月1日出生於菲律宾卡坦端内斯省首府比拉克，父母分別名為魯爾（Raul）及莉莉（Lily），而他的家族一直在卡坦端内斯省居住。菲律宾国会議員塞薩爾·薩米恩托是德哈達的表弟，兩人均入讀菲律賓大學迪里曼分校法學院，而德哈達則在1996年學士畢業。

## 外交生涯

### 早年生涯
學士畢業後，德哈達在1996年6月加入菲律賓外交部，任職國際經濟關係副部長助理。他在入職後持續進修，在2000年時從圣塞巴斯蒂安学院法學院取得法律博士學位，再繼而於菲律賓大理院取得執業律師資格。他在2000年獲得首次外派的機會，到菲律賓駐香港總領事館出任副領事。及後，他在2003年獲派至菲律賓駐瑞士日內瓦的常驻联合国代表团，擔任第二秘書，並在及後升任第一秘書。他在2007年調回马尼拉任職政策副部長助理，亦在同年6月至10月一度兼任條約司主管。他在外交部總部留任至2009年，及後獲外派至加拿大溫哥華，擔任副總領事。隨後，他2011年獲晉升任駐中国广州總領事，分管中国华南地区，至2015年離任。及後，他一度返回菲律賓擔任禮賓處行政總監。他在2017年再獲外派，調任至马来西亚吉隆坡，出任大使館的總領事銜副館長。

### 駐港總領事
由於菲律賓外交部在2019年6月急於將莫亞里斯從香港調回總部，德哈達因而獲安排接任懸空的菲律賓駐香港總領事職務。德哈達除了相隔逾19年後重回菲律賓駐香港總領事館外，他亦獲得署任相等於特命全權大使的一級代表團團長的機會。德哈達在2019年8月14日上任，並在同月18日首度主持總領事館升旗儀式。香港政府在同年10月4日在刊憲中华人民共和国外交部確認任命，而外交部驻港特派员公署於同年11月19日向他颁发领事证书。不過，他上任時正值反對逃犯條例修訂草案運動的高峰，而他更在2019年11月下旬與香港警務處處長盧偉聰會面時表示，香港的菲律賓籍家庭傭工在示威中被針對，包括反示威人士強迫她們告發僱主，以及香港警務處隨意發放催淚彈令菲傭受傷等等。
港府在2020年初因2019冠狀病毒病香港疫情實施出入境限制而令菲傭未能入境，德哈達參與示威向港府反映後，菲傭可以透過簽署聲明了解嚴重急性呼吸綜合症冠狀病毒2型的危險性而豁免限制。然而，抵港人士仍須強制檢疫兩週，德哈達就此與香港勞工處一同強調標準合約規定僱主必須提供住宿，以及僱主帶同外傭到外地工作屬違反法例。及後，他受邀為衞生防護中心鼓勵在香港的菲律賓人參與普及社區檢測計劃，親自拍攝參與檢測的過程作宣傳。
勇於為菲律賓人爭取利益的德哈達在2021年3月24日在參議員班斐洛·拉克森動議下獲菲律賓參議院通過成為一級代表團團長。儘管德哈達支持普及檢測，但對於港府在2021年5月準備將注射2019冠状病毒病疫苗列為標準合約的規定之一，他認為是對菲律宾人的歧視。菲律賓外交部長洛钦更在Twitter上轉發德哈達的質疑，而香港政務司司長張建宗則在網誌反駁指任何高風險工作種類均會陸續受同樣限制，而非針對菲律宾人。然而，香港在2022年再爆發新一輪疫情，僱主剝削菲傭的權利的個案再次增加，當中包括解聘、驅逐出住所及妨礙求診等，德哈達為受害者提供醫療、庇護及法律支援，並嚴厲斥責涉案僱主敗德辱行。

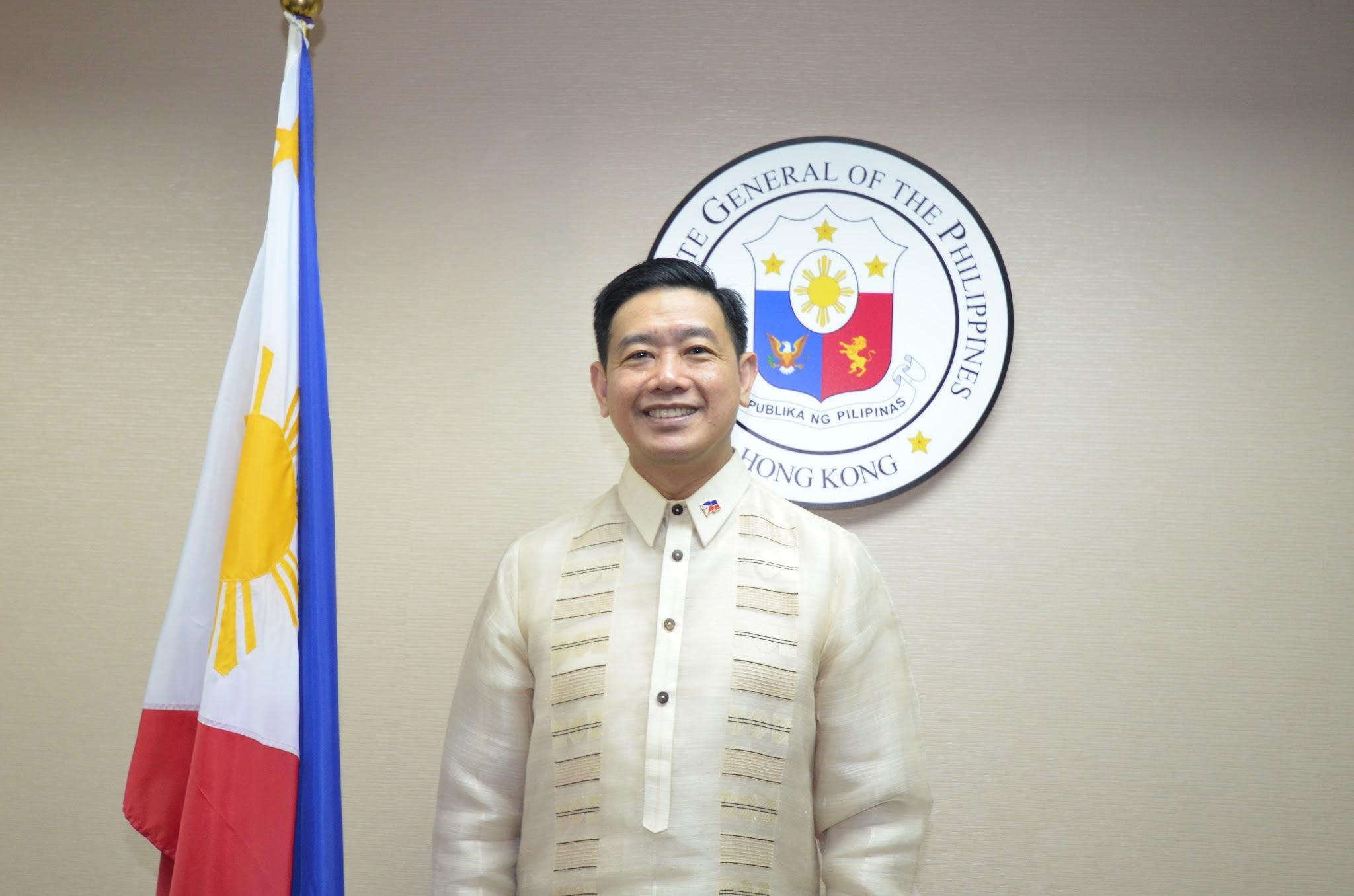
擔任菲律賓駐香港總領事的德哈達身穿官服

德哈達在新一輪疫情高峰下為2022年菲律賓總統選舉於4月10日至5月9日在位於堅尼地城的香港拜仁里恆信託協會設立海外投票票站，而票站亦須符合港府的防疫規定，包括保持人距及使用安心出行等。由於香港的登記選民高達20多萬，但又正值防疫措施嚴謹之時，德哈達呼籲菲律賓公民積極投票以提高投票率，但同時亦鼓勵她們分散投票時間，避免人多擠迫。不過，雖然海外選舉期達一個月時間，但香港票站在開始投票首日就有數千名選民未獲接待，而民族第一亦發現香港票站的投票机只有五台，與預算案中的十台不符，因而通過決議調查。德哈達及後於4月20日在菲律賓眾議院向選舉權利及改革委員會供稱票站混亂的情況為子虛烏有，最終整個選舉共有約93,600名選民在香港參與投票。
黃婉華在《金宵大廈2》中以棕臉扮裝飾演笨拙的菲傭，劇情更以她借助降头取悅僱主家庭，儘管其演出獲香港觀眾好評，但事件在國際間引發種族歧視爭議，而德哈達更指責劇集低俗和歧視菲律賓人，惟《英文虎報》則認為他反應過度。
德哈達在任內儘管因維護菲律賓族群利益而多番與香港政商界展開激烈爭論，但他每逢香港節慶時會向香港市民發出賀文，甚至曾與香港財政司司長陳茂波及其他东盟成员国在港總領事一同參觀香港國際工業出品展銷會。香港杜莎夫人蠟像館在2023年9月加設卡特麗安娜·格雷的蠟像，他亦有陪同格雷本人一同為蠟像揭幕。另外，他在任內亦曾協調菲律賓知識產權局與香港知識產權署簽訂諒解備忘錄，並於2023年12月到場見證。
他的駐港總領事任期屢獲讚賞，更於2021年獲菲律賓外交部頒發獎項加以表揚。除此之外，他在任內亦於香港科技大學進修，並於離任時取得公共管理碩士。他在2023年12月31日後返回菲律賓任職並卸任總領事，由吳敏雅接任。

### 助理外交部長

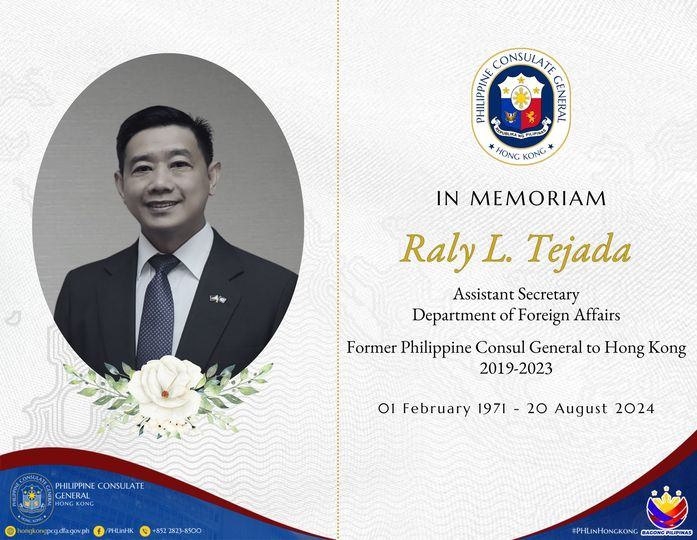
德哈達逝世的悼念圖

德哈達在2024年1月起升任菲律賓外交部助理外交部長，分管條約和法律事務辦公室。

#### 任內猝死
德哈達在2024年8月20日缺席早上10時的會議，由於他從不遲到，因此職員抵達其住所了解情況，繼而發現他倒卧在地上，並立即將其送至聖胡安德迪奧斯醫院搶救，但最終宣告不治。及後，他的死因調查結果為腹主動脈瘤。他的葬禮於8月24日於奎松市的阿靈頓紀念教堂舉行，其靈柩在28日移至外交部作官員的私人追悼，再於同日安葬於洛約拉紀念公園，而世界各地亦有悼念安排。

## 個人生活
德哈達在2000年代派駐香港時認識慧雲·趙（Vivian Chiu），及後兩人結婚。德哈達夫人生於香港，從加州大學柏克萊分校取得传播学學士學位，回港後擔任《南華早報》記者。由於德哈達夫人隨他外派世界各地，因此曾為多家不同的傳媒效力，包括《多倫多星報》及《加拿大保安雜誌》等，而她的專項包括女權及中國鄉鎮議題等。另外，她作為領事夫人，亦有代表菲律賓參加禮節性活動。

## 外部連結
- 拉里·德哈達的個人官方領英頁面

| 外交職務        | 外交職務                                    | 外交職務      |
| --------------- | ------------------------------------------- | ------------- |
| 前任： 莫亞里斯 | 菲律賓駐香港總領事 2019年8月14日—2023年12月 | 繼任： 吳敏雅 |